# Kazimierz Kluzik
Kazimierz Kluzik (ur. 26 lipca 1903 w Brynowie, zm. 1971) – polski górnik, urzędnik, działacz społeczny i narodowy, powstaniec śląski, więzień KL Buchenwald. 

## Życiorys
Urodził się 26 lipca 1903 roku w Brynowie (późniejsza część Katowic).
W trakcie wszystkich trzech powstań śląskich pełnił funkcję łącznika, a także był członkiem Polskiego Komisariatu Plebiscytowego w Brynowie. W latach międzywojennych był członkiem Towarzystwa Czytelni Ludowych oraz Związku Powstańców Śląskich.
Zawodowo związany był z kopalną „Wujek”. Początkowo pracował tam jako górnik, a następnie jako urzędnik w rachubie i dziale ruchu załogi. Należał do Polskiego Związku Pracowników Przemysłowych Biurowych i Handlowych w Katowicach, gdzie w 1932 roku był II zastępcą przewodniczącego zarządu koła przy kopalni „Wujek”. Działał też w Radzie Urzędniczej kopalni „Wujek”.
Na początku II wojny światowej, podczas obrony Katowic we wrześniu 1939 roku mianowano go zastępcą dowódcy odcinka Katowice – Brynów. Wycofał się wraz z grupą obrońców pod Książ Wielki, gdzie połączył się z Wojskiem Polskim. 15 września dotarł wraz z kilkoma żołnierzami do Janowa Lubelskiego. Po informacji od miejscowych, że są tam już Niemcy, zakopał karabin. Po tygodniu wrócił do Katowic i jeszcze tego samego dnia został aresztowany przez Gestapo. Zatrzymano go 22 września, po czym trafił do katowickiego więzienia przy ulicy Mikołowskiej. 2 października tego samego roku osadzono go w więzieniu w Rawiczu, a jeszcze w tym samym miesiącu wywieziono go do niemieckiego nazistowskiego obozu koncentracyjnego KL Buchenwald, gdzie przebywał do lutego 1942 roku. Został z niego zwolniony warunkowo, po czym uciekł do Generalnego Gubernatorstwa.
Pod koniec 1944 roku podjął decyzję o powrocie do Katowic. Ukrywał się tam przez kilka miesięcy, nawiązał kontakty z pracownikami kopalni „Wujek”. Współpracował z komitetem, który miał uniemożliwić zniszczenie przez Niemców podstawowych urządzeń zakładu. W 1945 roku załoga kopalni wybrała go do komitetu sprawującego tymczasowy zarząd nad przedsiębiorstwem. W 1956 roku został członkiem Rady Zakładowej.
Należał do katowickiego oddziału Związku Weteranów Powstań Śląskich – 1948 roku został zastępca sekretarza związku. Był także prezesem koła Związku Bojowników o Wolność i Demokrację oraz członkiem koła Katowicka Hałda Polskiego Związku Zachodniego. Działał także w brynowskim Towarzystwie Śpiewaczym Lutnia im. Stanisława Moniuszki. 
21 lipca 1962 roku otworzył uroczystość przekazania pomnika Tadeusza Kościuszki w Katowicach przez jego fundatorów – kopalnię „Wujek”.
Zmarł w 1971 roku.

## Życie prywatne
Pochodził z rodziny Jana i Elżbiety z d. Niemiec. Jego ojciec Jan Kluzik, z zawodu górnik, urodził się w 1873 roku w położonej na terenie gminy Brynów Katowickiej Hałdzie. Był naczelnikiem gminy i kierownikiem tamtejszego Polskiego Komitetu Plebiscytowego.
Kazimierz Kluzik miał dwóch braci. Ponadto spokrewniony był z Joanną Kluzik-Rostkowską, polityk, posłanką na Sejm RP i minister.
W 1935 roku mieszkał przy ulicy Mikołowskiej 89 w Katowicach, a w 1945 roku pod nr. 127.

## Odznaczenia
- Medal Niepodległości – 16 marca 1937 „za pracę w dziele odzyskania niepodległości”[15][10][16][17]
- Srebrny Krzyż Zasługi – 1955[18]

## Upamiętnienie
- Ulica Kazimierza Kluzika w Katowicach[19], na terenie dzielnicy Załęska Hałda-Brynów[20].